# Beiras e Serra da Estrela
Beiras e Serra da Estrela ist eine portugiesische Subregion im Nordosten der Region Centro. Im Jahr 2021 verzeichnete die Subregion 210.665 Einwohner und eine Bevölkerungsdichte von 33 Einwohnern pro km2. Die im Jahr 2013 gegründete Subregion hat eine Fläche von 6.305 km2, welche sich in 15 Kreise und 266 Gemeinden unterteilen lässt. Die Hauptstadt der Subregion ist die Stadt Guarda, die mit 40.126 Einwohnern in der gesamten Gemeinde und 26.446 Einwohnern im Stadtgebiet die größte Stadt der Subregion ist. Sie grenzt im Norden an die Subregion Douro, im Osten an Extremadura (Spanien), im Süden an die Subregion Beira Baixa, im Südwesten an die Subregion Região de Coimbra und im Nordwesten an die Subregion Viseu Dão-Lafões.

Die Subregion gliedert sich in 15 Kreise:
| Kreis                       | Anzahl Gemeinden | Einwohner (2021) | Fläche km² | Dichte Einw./km² | LAU- Code | Distrikt       |
| --------------------------- | ---------------- | ---------------- | ---------- | ---------------- | --------- | -------------- |
| Almeida                     | 16               | 5.887            | 518,00     | 11               | 0902      | Guarda         |
| Belmonte                    | 4                | 6.205            | 118,76     | 52               | 0501      | Castelo Branco |
| Celorico da Beira           | 16               | 6.583            | 247,20     | 27               | 0903      | Guarda         |
| Covilhã                     | 21               | 46.455           | 555,61     | 84               | 0503      | Castelo Branco |
| Figueira de Castelo Rodrigo | 10               | 5.148            | 508,58     | 10               | 0904      | Guarda         |
| Fornos de Algodres          | 12               | 4.403            | 131,45     | 33               | 0905      | Guarda         |
| Fundão                      | 23               | 26.503           | 700,21     | 38               | 0504      | Castelo Branco |
| Gouveia                     | 16               | 12.222           | 300,60     | 41               | 0906      | Guarda         |
| Guarda                      | 43               | 40.117           | 712,08     | 56               | 0907      | Guarda         |
| Manteigas                   | 4                | 2.909            | 121,97     | 24               | 0908      | Guarda         |
| Mêda                        | 11               | 4.630            | 286,07     | 16               | 0909      | Guarda         |
| Pinhel                      | 18               | 8.092            | 484,51     | 17               | 0910      | Guarda         |
| Sabugal                     | 30               | 11.280           | 822,71     | 14               | 0911      | Guarda         |
| Seia                        | 21               | 21.755           | 435,70     | 50               | 0912      | Guarda         |
| Trancoso                    | 21               | 8.413            | 361,51     | 23               | 0913      | Guarda         |
| Beiras e Serra da Estrela   | 266              | 210.602          | 6.304,96   | 33               | 16J       | –              |